# McNeese State University
Die McNeese State University ist eine staatliche Universität in Lake Charles im US-Bundesstaat Louisiana. Die Hochschule ist Teil des University of Louisiana System.

## Geschichte

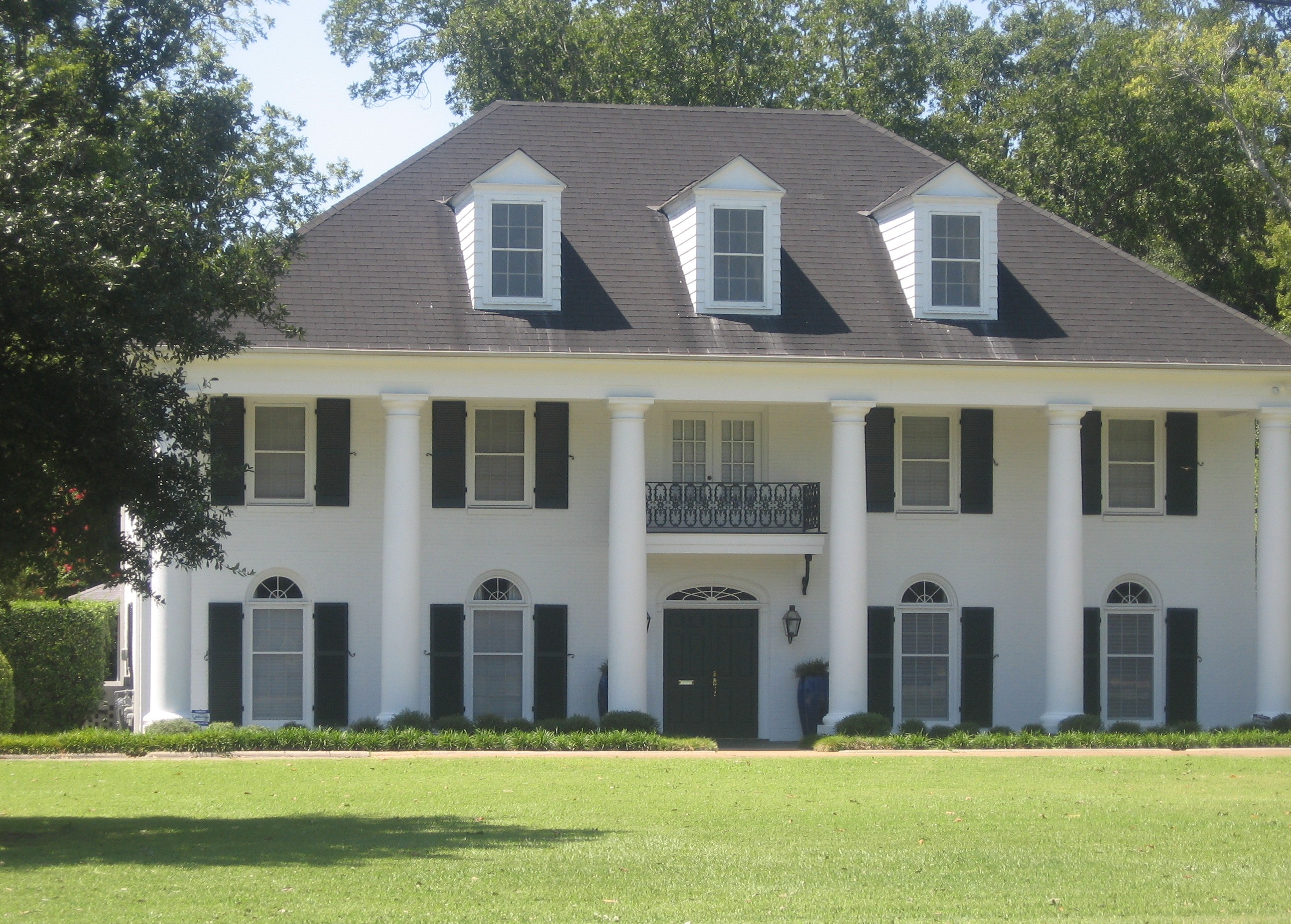
The President’s Home

Die McNeese State University wurde 1939 als Lake Charles Junior College gegründet und 1940 in John McNeese Junior College umbenannt. Seit 1970 ist sie als university anerkannt.

## Studienangebot
Das Studienangebot umfasst unter anderem:
- Geisteswissenschaften
- Ingenieurwesen und Technologie
- Naturwissenschaften
- Pädagogik
- Pflege
- Wirtschaftswissenschaften
- Doré School of Graduate Studies

## Zahlen zu den Studierenden
Von den 6.456 Studierenden im Herbst 2021 strebten 5.882 (91,1 %) ihren ersten Studienabschluss an, sie waren also undergraduates. 574 arbeiteten auf einen weiteren Abschluss hin, sie waren graduates. 62,6 % der Studenten waren weiblich, 37,4 % waren männlich.
Im Herbst 2020 waren es insgesamt 7.284 Studierende gewesen, 6.674 undergraduates (davon 60 % weiblich und 40 % männlich) und 610 graduates. Im Frühjahr 2011 waren von 8.313 Studierenden 7312 undergraduates und 1001 graduates. Die Zahl der Studierenden lag im Herbst 2011 bei 8.791, 2012 bei 8.588, 2013 bei 8.349, 2014 bei 8.242, 2015 bei 8.162 und 2016 bei 7.626.

## Sport
Die Sportteams der McNeese State sind die McNeese Cowboys (Männer) und McNeese Cowgirls (Frauen). Die Hochschule ist Mitglied der Southland Conference.

## Persönlichkeiten
- Joe Dumars (* 1963), Basketballspieler, 1981 bis 1985 an der McNeese State
- Adam Johnson (* 1967), Schriftsteller, Master an der McNeese State
- Doug Kershaw (* 1936), Musiker, studierte Mathematik
- Bobby Kimball (* 1947), Musiker, Sänger und Gründungsmitglied der US-Rockband Toto, Abschluss an der Universität 1969
- Demond Mallet (* 1978), US-amerikanischer Basketballspieler, der auch in der deutschen Basketball-Bundesliga erfolgreich war.